# Mando Diao
 (mai 2023).
Si vous disposez d'ouvrages ou d'articles de référence ou si vous connaissez des sites web de qualité traitant du thème abordé ici, merci de compléter l'article en donnant les références utiles à sa vérifiabilité et en les liant à la section « Notes et références ».
Mando Diao est un groupe suédois de rock originaire de Borlänge, créé en 1995.
Les membres du groupe sont Björn Dixgård, Carl Johan Fogelklou, Jens Siverstedt, Daniel Haglund et Patrik Heikinpieti.
Le nom du groupe serait issu d'un rêve de Björn Dixgård et n'aurait pas de signification particulière.
Mando Diao est très populaire dans son pays d'origine, la Suède, ainsi qu'en Allemagne, en Autriche, en Suisse et au Japon.

## Historique

### 1995 - 2002: la naissance de Mando Diao
Au milieu des années 1990, Björn Dixgård et Daniel Haglund (premier claviériste de Mando Diao), tous deux originaires de Borlänge en Suède, fondent leur premier groupe: Butler. En 1996, Gustaf Norén les rejoint et devient le second chanteur et guitariste. En 1999, Carl-Johan Fogelklou à la basse et Samuel Giers en tant que batteur viennent compléter le groupe.
Durant les années qui suivent, le groupe parcours de nombreux clubs et bars à travers la Suède.
En 2000, le présentateur de MTV Tommy Gärdh, également originaire de Borlänge, leur permet d'accéder à la signature d'un contrat avec EMI et devient le manageur du groupe.

### 2002 - 2005: le succès national
En 2002 sort en Suède le premier album de Mando Diao, Bring 'Em In. L'album sera également un succès à l'étranger à partir de 2003 grâce notamment au titre Sheepdog. La presse musicale émet de bonnes critiques.
En 2004, Daniel Haglund quitte le groupe à la suite de plusieurs altercations mineures. Il est remplacé par Mats Björke qui n'est pas alors un membre officiel du groupe mais un invité.
En 2005, le groupe sort son deuxième album, Hurricane Bar, qui contient de nombreux tubes qui seront même utilisés dans des pubs (« Down in the Past » est utilisé dans le jeu vidéo NHL 2006 de EA Sports et « God Knows » dans le jeu vidéo FIFA 06 créé par la même firme…). Le groupe effectuera la première partie de The Bravery sur leur tournée en 2005 avec The Colours.
2006 voit la sortie de leur troisième album Ode To Ochrasy et leurs concerts se multiplient. De ce troisième album, la chanson « The Wildfire » se retrouvera une fois de plus dans la série Ligue nationale de hockey de EA en 2008. Sur l'album, Mats Björke est pour la première fois crédité comme membre officiel du groupe.
En 2007 sort leur quatrième album, Never Seen The Light Of Day. Mando Diao a enregistré cet album alors qu'ils étaient en pleine tournée mondiale. Ils l'ont appelé ainsi car ils ont pensé qu'il ne verrait jamais le jour, en raison du contexte d'enregistrement et des difficultés rencontrées avec leur producteur.
L'album Infruset sort en 2012 et contient des morceaux écrits uniquement dans la langue maternelle de Mando Diao, le suédois. L'idée de cet album nait en 2011, à l'occasion du centième anniversaire de la mort du poète suédois Gustaf Fröding, évènement pour lequel Gustaf Norén met un poème de l'écrivain en chanson. Mando Diao sélectionnera par la suite dix poèmes de Gustaf Fröding en musique et enregistre l'album en quelques jours. La sœur de Björn Dixgård, Linnéa Dixgård, interprète la chanson "Titania". Infruset connait un très grand succès en Suède dès sa sortie, touchant un large public.
En 2014 sort leur septième album du groupe, Aelita, du nom d'une marque russe de synthétiseurs . Cet album marque un tournant dans la création musicale de Mando Diao avec des sonorités électroniques qui se mêlent aux sonorités pop/rock.
Leur dernier album en date sans Gustav Norén, Bang (2019), revient avec des sonorités plus rock.

## Tournées

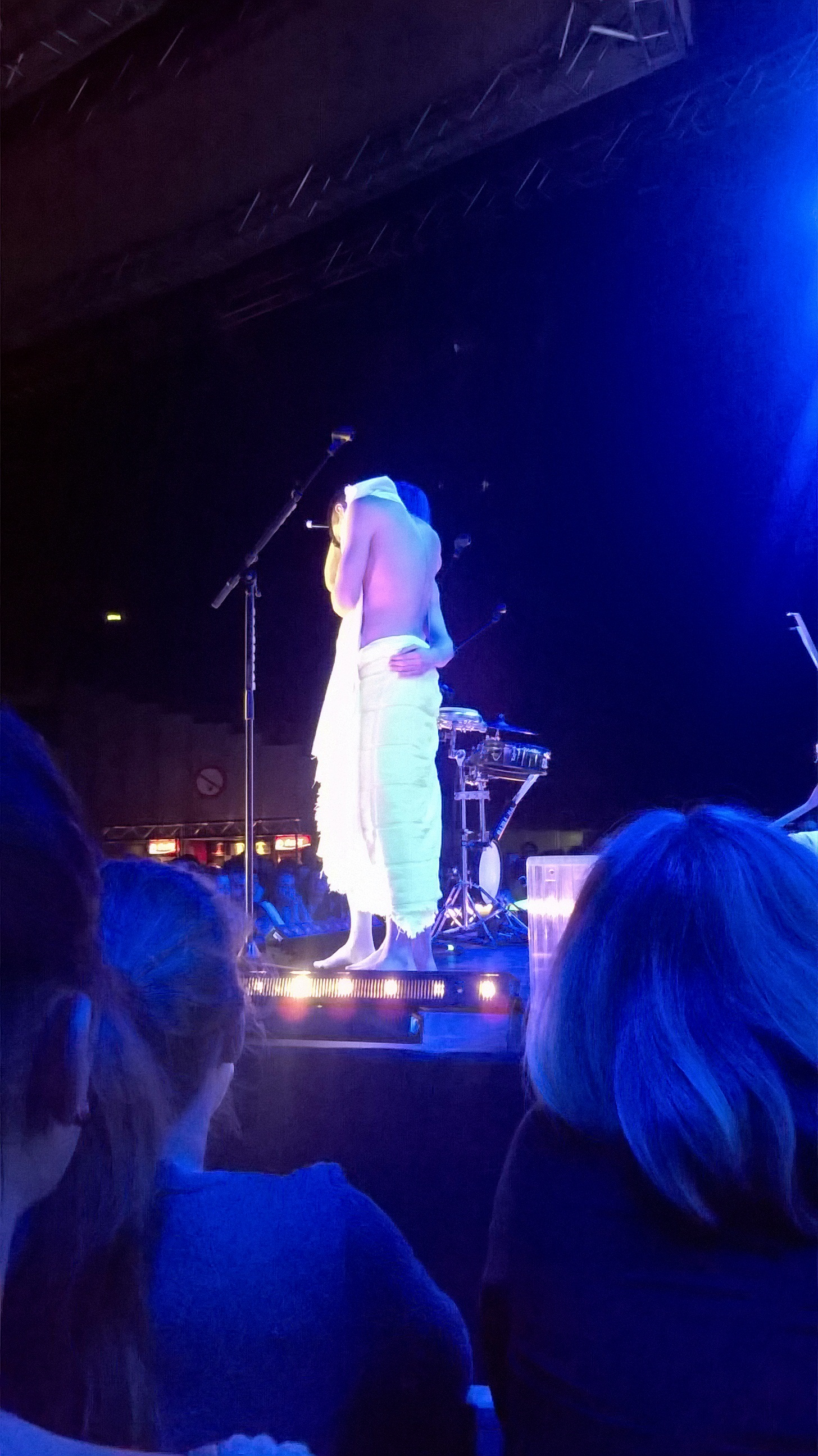
Mando Diao en concert à Vienne

Mando Diao ont fait des tournées dans de nombreux pays bien que leurs fans se trouvent surtout en Allemagne, au Japon et dans leur pays d’origine, la Suède. Le groupe a promu le groupe The Bravery sur leur tournée de 2005 en parallèle avec le groupe angelin The Colour. Pour leur tournée européenne de 2006, ils étaient soutenus par Razorlight et Johnossi.
À la fin de janvier 2007, Mando Diao reçurent une couverture médiatique importante en Suède en raison d’un incident lors de leur concert du 27 janvier 2007. Ils se produisaient au festival Amplified dans la salle de l’opéra Norrlands à Umeå, lorsqu’une partie du plancher sur lequel se trouvait le public s’effondra, blessant au moins vingt-cinq de leurs fans. Cinq victimes durent être conduites à l’hôpital avec des blessures telles que des bras ou des jambes cassées. Selon la direction de l’opéra, la salle avait été contrôlée, mais ils n’avaient pas pu imaginer que le plancher, constitué de dalles amovibles sur des poutrelles de béton au-dessus d’un vide de trois mètres, ne pourrait supporter les 170 spectateurs, alors que les pompiers avaient donné leur agrément pour 800 spectateurs. À la suite de cet événement malencontreux, Mando Diao resta à Umeå pour éventuellement apporter une quelconque aide à leurs fans victimes du drame. Ils rendirent aussi visite personnellement à ceux qui furent hospitalisés.
Mando Diao firent une apparition au festival de Coachella  le 29 avril 2007. Le 7 juillet 2007 ils se produisirent lors du concert planétaire Live Earth, à Hambourg en Allemagne. Depuis l’été 2007 Mando Diao est parfois accompagné d'une section de cuivre composée des musiciens de jazz renommés en Suède Nils Janson et Nils Berg.
Björn Dixgård a fait une tournée solo en Europe à la fin de l’année 2007.
Le groupe s'est produit aux États-Unis, le 3 novembre 2008, lors de la tournée Give Me Fire, avec les groupes Capshuns et We Barbarians dans la salle Troubadour de Los Angeles.
Le 7 avril 2009, Mando Diao se produit à Paris dans la salle mythique La Maroquinerie en compagnie du groupe écossais The View.
Le 2 septembre 2010, Mando Diao enregistre un concert MTV Unplugged dans les studios Berliner Union-Film à Berlin, en Allemagne. Mando Diao a participé à la création du décor Anna Hellman and Paul Möllerstedt, designers suédois en reproduisant quatre pièces qui avaient une signification particulière pour eux: le garage où le groupe se retrouvait à leurs débuts, une chambre d'hôtel symbolisant le temps passé à voyager, un salon présent dans leur maison et un débarras pour stocker la mémoire du groupe dans l'avenir. Plusieurs artistes ont participé à ce live tels que Daniel Haglund, Ray Davies, Klaus Voormann, Juliette Lewis ou Lana Del Rey. L’enregistrement du concert est sorti en CD et DVD à la fin de l'année 2010 sous le titre Above And Beyond - MTV Unplugged. À la suite de cet enregistrement, Samuel Giers a été licencié du groupe en avril 2011. Il a lui-même dit qu'il était inexplicable pourquoi il avait été licencié : "Il n'y a pas de véritable explication. On peut s'éloigner les uns des autres. Mais maintenant (en 2013), avec un peu de recul sur tout, il était clair que ce n'était pas significatif que je continue".
En 2014, à la suite de la parution du septième album Aelita, Mando Diao entame une tournée estivale et automnale de six mois dans plusieurs pays européens: en Suisse, en Allemagne, en Autriche, aux Pays-Bas et en Espagne. La tournée passe par des festivals estivaux et s'achève le 28 novembre 2014 au Rockhal de Luxembourg.
Le 3 juin 2015 est publiée une conférence de presse de Sony Music annonçant que Gustaf Norén quitte Mando Diao pour des raisons de divergence de points de vue au sein du groupe.
Björn Dixgård continue depuis le groupe sous le même nom.

## Caligola
En 2008, Björn Dixgård et Gustaf Norén rejoignent le collectif mondial d'artistes Caligola.
Le premier single, " Sting Of Battle", est enregistré au mois de décembre 2011.
Le premier album, Back To Earth, sort le 24 février 2012.

## Composition du groupe

### Membres actuels
- Gustaf Norén - Chant, guitare, orgue, percussions (de 1995 à 2015)
- Björn Dixgård - Chant, guitare (depuis 1995)
- Carl-Johan « CJ » Fogelklou - Chœur, basse, orgue (depuis 1999)
- Patrik Heikinpieti - Batterie, percussions (depuis 2011)
- Mats Björke - Claviers (2004-2014)

### Anciens membres
- Daniel Haglund - Claviers (de 1995 à 2004 et depuis 2010)
- Samuel Giers - Chœurs, batterie, percussions (de 1999 à 2011)

## Discographie

### Albums studios
| Année | Album                           | Producteur                | Label                 |
| ----- | ------------------------------- | ------------------------- | --------------------- |
| 2002  | Bring 'Em In                    | Ronald Bood et Mando Diao | EMI/Majesty/Mute      |
| 2004  | Hurricane Bar                   | Richard Rainey            | Majesty/Mute          |
| 2006  | Ode To Ochrasy                  | Mando Diao                | Majesty/Mute          |
| 2007  | Never Seen The Light Of The Day | Björn Olsson              | EMI                   |
| 2009  | Give Me Fire!                   | The Salazar Brothers      | Universal             |
| 2012  | Infruset                        | Björn Olsson              | Sony/Universal        |
| 2014  | Aelita                          | Björn Olsson              | Universal             |
| 2017  | Good Times                      | Björn Olsson              | BMG Rights Management |
| 2019  | Bang                            | Björn Olsson              | Playground Music      |

### Albums live
| Année | Album                            | Lieu d'enregistrement                   | Date d'enregistrement | Producteur | Label     |
| ----- | -------------------------------- | --------------------------------------- | --------------------- | ---------- | --------- |
| 2010  | Above And Beyond - MTV Unplugged | Berliner Union-Film (Berlin, Allemagne) | 2 septembre 2010      | Mando Diao | Universal |

### Compilations
| Année | Album                        | Contenu                   | Label                |
| ----- | ---------------------------- | ------------------------- | -------------------- |
| 2009  | The Malevolence of Mand Diao | B-Sides, Lives et remixes | EMI                  |
| 2012  | Ghosts&Fantoms               | Titres inédits            | Universal            |
| 2012  | Greatest Hits Volume 1       | Best Of                   | Capitol Records, EMI |

## Utilisations commerciales
- "God Knows" apparait dans le jeu vidéo FIFA 06 de EA
- "Down In The Past" apparait dans 2006 Fifa World Cup Germany by  EA
- "The Wildfire (If It Was True)" apparait dans NHL 08 de  EA
- "Sheepdog" apparait dans le 8e épisode de la 1re saison de la série britannique Skins, créée par Jamie Brittain et Bryan Elsley.
- "Sweet Ride" apparait dans le film américain The Ringer de Barry W. Blaustein, sorti en 2005.